# Micaela Comberti
Micaela “Mica” Comberti (Londen, 28 september 1952 – 4 maart 2003) was een Brits violiste, die zich vooral toelegde op Oude Muziek.

## Leven en werk
Comberti was de dochter van een Duitse moeder en Italiaanse vader. Ze kreeg al vroeg de bijnaam Mica. Ze genoot haar eerste opleiding aan de Universität für Musik und darstellende Kunst Wien onder Eduard Melkus. In 1970 trad Comberti op met jazzband Centipede van pianist Keith Tippett.
In 1972 verhuisde ze terug naar het Verenigd Koninkrijk. Vervolgens studeerde Comberti drie jaar lang onder Manoug Parikian aan de Royal Academy of Music. Na deze studie verhuisde ze terug naar Wenen om er twee jaar lang te gaan studeren aan de Universität Mozarteum Salzburg onder Sándor Végh, die de rest van haar leven invloed op haar bleef hebben. Comberti was tijdens haar studie aldaar ook onder de indruk van Nikolaus Harnoncourt. In 1977 verhuisde ze wederom naar het Verenigd Koninkrijk, alwaar ze ging samenwerken met ensembles die Oude Muziek speelden. Zo maakte ze in 1982 opnames van muziek van Wolfgang Amadeus Mozart en Joseph Haydn, tezamen met het Salomon Quartet. Ook was ze lid van The English Concert. Vanaf 1987 was ze ook lid van het ensemble Ex Cathedra.
Comberti verliet The English Concert in 1990 en leidde vervolgens orkesten voor St. James' Baroque, en maakte als gastmuzikante deel uit van optredens en opnames van andere ensembles. Ook speelde ze als soliste in het ensemble Collegium Musicum 90 en nam Doppelkonzert für zwei Violinen van Johann Sebastian Bach met het ensemble op. Verder nam ze sonates van Bach op met klavist Colin Tilney.
Naast muzikante was ze lerares, eerst aan de Guildhall School of Music and Drama, daarna aan de Royal College of Music en vervolgens aan de Royal Academy of Music. Ook gaf ze gastlessen op het Dartington Summer School and Festival.
Vanaf 1999 gaf Comberti het orkest van de Bayerische Staatsoper les, om ze te leter zo periodegetrouw mogelijk muziek van Claudio Monteverdi en George Friedrich Händel te spelen. Hierdoor hielp ze tevens de reputatie van Duitse composities van laatstgenoemde componist te verbeteren. In 2002 herhaalde ze haar werkwijze bij het orkest van de Hamburgische Staatsoper. Het laatste optreden voor haar overlijden vond in februari 2003 plaats en betrof een duet met violist Simon Standage.

## Privéleven
Comberti was gehuwd met violist Gustav Clarkson. Samen had het echtpaar drie kinderen: twee zoons en één dochter. In augustus 2002 werd Comerti ernstig ziek, waarna ze de diagnose kanker kreeg. Als gevolg daarvan volgde ze een streng dieet. Ze overleed uiteindelijk op 4 maart 2003.

## Eerbetoon
Violist Simon Standage zei over Comberti in The Guardian dat ze een pionier was binnen het genre Oude Muziek en een hele generatie geïnspireerd heeft. Op 3 april 2003 voerde Ex Cathedra een optreden van Bachs Johannes-Passion op ter nagedachtenis aan Comberti.
Op de Royal Academy of Music werd in september 2008 een zitplaats naar haar vernoemd: de Micaela Comberti Chair for Baroque Violin. De plaats wordt anno 2024 ingenomen door haar voormalige studente Rachel Podger. Ook wordt jaarlijks de Mica Comberti Prize uitgereikt voor de uitvoering van een volledig werk van J.S. Bach voor viool of viola da gamba.
- Bibsys: 68366
- Bibliothèque nationale de France: cb140139829 (data)
- Gemeinsame Normdatei: 134592042
- International Standard Name Identifier: 0000 0001 1466 6530
- Library of Congress Control Number: nr91016556
- MusicBrainz: cf3a1320-ff7b-41f5-8983-24ee7d3c23c2
- Nationale Bibliotheek van Tsjechië: xx0093577
- Nationale Bibliotheek van Israël: 987007324655505171
- Nederlandse Thesaurus van Auteursnamen: 102642931
- Système universitaire de documentation: 137264526
- Virtual International Authority File: 5129990
- WorldCat: E39PBJcwy8P3p7gdvmh9wP6Myd